# Rally de Ypres de 2010
El Rally de Ypres de 2010, oficialmente 46. Geko Ypres Rally 2010, fue la edición 46.ª, la cuarta ronda de la temporada 2010 del Campeonato de Europa de Rally y la sexta ronda de la temporada 2010 del Intercontinental Rally Challenge. Se celebró del 23 al 25 de junio y contó con un itinerario de dieciocho tramos sobre asfalto con un total de 287,89 km cronometrados.

## Itinerario y resultados
| Día              | Tramo | Hora  | Nombre               | Distancia | Ganador     | Tiempo  | Veloc. media | Líder rally |
| ---------------- | ----- | ----- | -------------------- | --------- | ----------- | ------- | ------------ | ----------- |
| Día 1 (25 junio) | SS1   | 16:29 | Hollebeke 1          | 28.82 km  | Kris Meeke  | 15:49.4 | 109.28 km/h  | Kris Meeke  |
| Día 1 (25 junio) | SS2   | 17:20 | Westouter 1          | 6.04 km   | Freddy Loix | 3:34.3  | 101.47 km/h  | Kris Meeke  |
| Día 1 (25 junio) | SS3   | 18:00 | Mesen – Sauvegarde 1 | 14.80 km  | Freddy Loix | 7:58.2  | 111.42 km/h  | Freddy Loix |
| Día 1 (25 junio) | SS4   | 20:06 | Hollebeke 2          | 28.82 km  | Freddy Loix | 15:40.4 | 110.33 km/h  | Freddy Loix |
| Día 1 (25 junio) | SS5   | 20:57 | Westouter 2          | 6.04 km   | Kris Meeke  | 3:31.8  | 102.66 km/h  | Freddy Loix |
| Día 1 (25 junio) | SS6   | 21:37 | Mesen – Sauvegarde 2 | 14.80 km  | Freddy Loix | 7:56.3  | 111.86 km/h  | Freddy Loix |
| Día 2 (26 junio) | SS7   | 11:13 | Proven-Vleteren 1    | 14.80 km  | Kris Meeke  | 7:21.9  | 120.57 km/h  | Freddy Loix |
| Día 2 (26 junio) | SS8   | 11:31 | Watou 1              | 12.33 km  | Freddy Loix | 6:40.3  | 110.89 km/h  | Freddy Loix |
| Día 2 (26 junio) | SS9   | 12:12 | Kemmelberg 1         | 9.06 km   | Freddy Loix | 4:55.6  | 110.34 km/h  | Freddy Loix |
| Día 2 (26 junio) | SS10  | 13:41 | Langemark 1          | 18.84 km  | Jan Kopecký | 9:48.4  | 115.27 km/h  | Freddy Loix |
| Día 2 (26 junio) | SS11  | 14:16 | Dikkebus 1           | 11.32 km  | Jan Kopecký | 6:03.6  | 112.08 km/h  | Freddy Loix |
| Día 2 (26 junio) | SS12  | 14:43 | Heuvelland 1         | 28.80 km  | Jan Kopecký | 14:59.7 | 115.24 km/h  | Freddy Loix |
| Día 2 (26 junio) | SS13  | 15:56 | Lille-Eurométropole  | 1.66 km   | Jan Kopecký | 1:17.5  | 77.11 km/h   | Freddy Loix |
| Día 2 (26 junio) | SS14  | 18:13 | Proven-Vleteren 2    | 14.80 km  | Jan Kopecký | 7:21.7  | 120.62 km/h  | Freddy Loix |
| Día 2 (26 junio) | SS15  | 18:31 | Watou 2              | 12.33 km  | Freddy Loix | 6:40.1  | 110.94 km/h  | Freddy Loix |
| Día 2 (26 junio) | SS16  | 19:12 | Kemmelberg 2         | 9.06 km   | Freddy Loix | 4:53.7  | 111.05 km/h  | Freddy Loix |
| Día 2 (26 junio) | SS17  | 20:41 | Langemark 2          | 18.84 km  | Freddy Loix | 9:47.5  | 115.45 km/h  | Freddy Loix |
| Día 2 (26 junio) | SS18  | 21:16 | Dikkebus 2           | 11.32 km  | Jan Kopecký | 6:03.2  | 112.20 km/h  | Freddy Loix |
| Día 2 (26 junio) | SS19  | 21:43 | Heuvelland 2         | 28.80 km  | Jan Kopecký | 14:54.7 | 115.88 km/h  | Freddy Loix |

## Clasificación final
| Pos.                  | Piloto            | Copiloto            | Coche             | Tiempo    | Diferencia | Puntos |
| IRC                   | IRC               | IRC                 | IRC               | IRC       | IRC        | IRC    |
| --------------------- | ----------------- | ------------------- | ----------------- | --------- | ---------- | ------ |
| 1.                    | Freddy Loix       | Fréderic Miclotte   | Škoda Fabia S2000 | 2:35:36.9 | 0.0        | 10     |
| 2.                    | Jan Kopecký       | Petr Starý          | Škoda Fabia S2000 | 2:35:58.3 | +21.4      | 8      |
| 3.                    | Thierry Neuville  | Nicolas Klinger     | Peugeot 207 S2000 | 2:37:42.4 | +2:05.5    | 6      |
| 4.                    | Bernd Casier      | Francis Caesemaeker | Škoda Fabia S2000 | 2:39:38.5 | +4:01.6    | 5      |
| 5.                    | Andreas Mikkelsen | Ola Fløene          | Ford Fiesta S2000 | 2:40:57.8 | +5:20.9    | 4      |
| 6.                    | Bruno Magalhães   | Carlos Magalhães    | Peugeot 207 S2000 | 2:41:43.1 | +6:06.2    | 3      |
| 7.                    | Michał Sołowow    | Maciej Baran        | Ford Fiesta S2000 | 2:43:01.4 | +7:24.5    | 2      |
| 8.                    | Luca Betti        | Pierangelo Scalvini | Peugeot 207 S2000 | 2:45:14.5 | +9:37.6    | 1      |
| Campeonato de Europa  |                   |                     |                   |           |            |        |
| 1. (2.)               | Jan Kopecký       | Petr Starý          | Škoda Fabia S2000 | 2:35:58.3 | 0.0        | 39     |
| 2. (7.)               | Michał Sołowow    | Maciej Baran        | Ford Fiesta S2000 | 2:43:01.4 | +7:03.1    | 28     |
| 3. (8.)               | Luca Betti        | Pierangelo Scalvini | Peugeot 207 S2000 | 2:45:14.5 | +9:16.2    | 20     |
| Campeonato de Bélgica |                   |                     |                   |           |            |        |
| 1. (1.)               | Freddy Loix       | Fréderic Miclotte   | Škoda Fabia S2000 | 2:35:36.9 | 0.0        |        |
| 2. (3.)               | Thierry Neuville  | Nicolas Klinger     | Peugeot 207 S2000 | 2:37:42.4 | +2:05.5    |        |
| 3. (4.)               | Bernd Casier      | Francis Caesemaeker | Škoda Fabia S2000 | 2:39:38.5 | +4:01.6    |        |

| Predecesor: Polonia 2010 | ERC 2010 | Sucesor: Bosphorus 2010 |
| Predecesor: Cerdeña 2010 | IRC 2010 | Sucesor: Azores 2010    |